# 泰範
泰範（たいはん、宝亀9年（778年）？ - 没年不詳）は、平安時代前期の真言宗の僧。空海の十大弟子、また四哲の一人とされる。出自については不明であるが、近江高島の人と言われる。

## 略歴
奈良元興寺で出家した後、最澄に師事した。弘仁元年（810年）に最澄と共に比叡山に住持仏法の三章を作り寺観を定める。弘仁3年6月最澄の病気により比叡山総別当に任じられるが、山内の紛争（泰範は「自身の不都合により衆僧に迷惑をかけた」という理由で最澄に休暇を願い出ている）により近江国髙島に隠遁した。
弘仁3年10月27日、最澄は空海から、灌頂付法を12月10日に行うと約束され、11月5日、7日には泰範に空海のもとで共に灌頂を受けようと2度にわたり説得している。最澄への高雄山寺（後の神護寺）での灌頂は予定より早く11月15日に金剛界灌頂が行われ、泰範ら最澄の弟子でなく高雄山寺の檀越である和気真綱らがともに入壇した。この灌頂は予期しないものだったらしく、最澄は泰範に高雄山寺滞在中の食料として米を早急に送るよう要請している。12月24日、泰範は最澄やその弟子らとともに胎蔵界灌頂を受け、翌弘仁4年3月6日に泰範は円澄ら最澄の弟子とともに金剛界灌頂を受けた。
この後、最澄他弟子らはみな比叡山に帰ったが、泰範は高雄山に留まった。彼を愛弟子として、また後継者として目していた最澄は再三比叡山に戻るよう促すも、泰範が比叡山に戻ることはなかった。最後は弘仁7年5月、空海が泰範の手紙を代筆して最澄との宗教上の見解の相違と叡山に帰る意志のない旨を記し最澄に送った。
この泰範の問題、また最澄の密教観などから、最澄と空海は決別するに至った。しかしながら最澄は最後まで泰範が比叡山に戻ることをあきらめていなかったといわれる。
泰範は弘仁8年、空海が高野山を開創するにあたって、空海の弟子実恵とともに奔走、登山して草庵を構えた。
承和4年（837年）、当時60歳として、僧綱牒に東寺定額僧として泰範の名が見えるが、この僧綱牒の信憑性を否定する意見もある。それ以降の消息については不明である。

## 補注
1. ↑  この生年は、承和4年（837年）4月5日付僧綱牒（続々群書類従本『東宝記』第七）に「年六十」とあることから逆算され、従来通説となっていたが、武内孝善「泰範の生年をめぐって―承和四年四月五日付僧綱牒の信憑性」（『高野山大学論叢』37、2002年）によって信憑性を否定されている。
2. ↑  武内氏前掲論文は、承和3年の時点ですでに死去していたと推定している。
3. ↑  ここまで最澄と泰範の関係については、『伝教大師消息』による。
4. ↑  『高野雑筆集』所収の書簡。『性霊集』巻十の「為泰範答叡山澄和尚啓書」と同じ。
5. ↑  『高野雑筆集』所収の書簡による。空海が勅許後初めて高野山に入ったのは弘仁9年冬。
6. ↑  注1参照。
7. ↑  なお、泰範の消息が明らかでないため、後世、泰範が最澄の死後比叡山に戻り、名を光定と改めたとして、最澄の弟子光定を泰範と同一視する誤伝を生じたが、天保13年（1842年）刊の道猷『弘法大師弟子譜』において明確に否定された。